# Скотт Джонсон
Скотт Джонсон  (англ. Scott Johnson, 12 липня 1961) — американський гімнаст, олімпійський чемпіон.

## Виступи на Олімпіадах
| Олімпіада         | Дисципліна       | Місце              |
| ----------------- | ---------------- | ------------------ |
| Лос-Анджелес 1984 | абсолютний залік | 16T (кваліфікація) |
| Лос-Анджелес 1984 | командний залік  | 1                  |
| Лос-Анджелес 1984 | вільні вправи    | 14T (кваліфікація) |
| Лос-Анджелес 1984 | опорний стрибок  | 6T (кваліфікація)  |
| Лос-Анджелес 1984 | паралельні бруси | 17T (кваліфікація) |
| Лос-Анджелес 1984 | перекладина      | 51T (кваліфікація) |
| Лос-Анджелес 1984 | кільця           | 15T (кваліфікація) |
| Лос-Анджелес 1984 | кінь             | 17T (кваліфікація) |
| Сеул 1988         | абсолютний залік | 63 (кваліфікація)  |
| Сеул 1988         | командний залік  | 11                 |
| Сеул 1988         | вільні вправи    | 19T (кваліфікація) |
| Сеул 1988         | опорний стрибок  | 42T (кваліфікація) |
| Сеул 1988         | паралельні бруси | 29T (кваліфікація) |
| Сеул 1988         | перекладина      | 82 (кваліфікація)  |
| Сеул 1988         | кільця           | 58T (кваліфікація) |
| Сеул 1988         | кінь             | 79T (кваліфікація) |